# ペサディーヤ
ペサディーヤ（Pesadilla、1986年7月24日 - ）は、メキシコの覆面レスラー。
叔父のスペル・クレイジーもプロレスラー（ルチャドール）である。

## 略歴
2004年3月30日デビュー。AAAで活躍し、DTUの一員として活動。
2013年1月には、フェニックスと組み、スペル・クレイジー&リッキー・マルビンの保持するプロレスリング・ノアのGHCジュニアヘビー級タッグ王座に挑戦したが、敗北した。6月8日のプロレスリング・ノア大阪大会に初来日・同団体初参戦を果たす。以後、同団体に定期的に参戦。同月の日テレG+杯争奪ジュニアヘビー級タッグ・リーグ戦にデュアル・フォースとタッグチーム「ウルトラ・バイオレンス・オブ・ルチャリブレ」を結成して参加、Aブロックにエントリー。しかし、途中でデュアル・フォースが負傷欠場したため勝ち点2で2チーム同率で最下位となる。11月8日、新潟新潟市体育館大会にて叔父クレイジーとのタッグ「Crazy Dynasty」で、新日本プロレスに流出中のGHCジュニアタッグ王者獣神サンダー・ライガー&タイガーマスクに挑戦。14分27秒、タイガーマスクのとびつき式回転十字固めにペサディーヤが沈んで、敗北。

## 得意技
スパニッシュ・フライ
叔父のクレイジーも同じ技を使用する。丸藤正道や小峠篤司の不知火・改と同じ技。コーナーポストの最上段で、リング内に向いて立っている相手に対し、リングに背を向けた状態で向かい合わせに立ち、片腕で相手の首を抱き込み（補助的にもう片腕で相手の片腕を抱えることもある）、相手もろともリング内へと後ろ宙返りしながして、体重を浴びせながら相手を背面からマットへ叩き付ける。
ローリング・セントーン
一般的にローリング・セントーンと呼ばれる技と異なり、コーナーポストの最上段よりマットへ倒れている相手の上に前方宙返りして背中から落ちる技。いわゆるセントーン・アトミコやスワントーン・ボムと呼ばれる技と同じ。

## 入場曲
- RAMMSTEIN - Tier

## タイトル歴
- DTUエクストリーム王座
- X-FULLタッグ王座
- XMWタッグ王座

## 参考資料
- 2013.05.24 2013年6月ツアー「Southern Navig.2013」「三沢光晴メモリアルナイト」6・1広島～6・30後楽園大会 参加他団体、外国人、フリー選手決定！|NOAH OFFICAL SITE2013年12月閲覧